# Miss Costa Oriental (Venezuela)
El Miss Costa Oriental es un concurso de belleza, cuya finalidad es escoger y preparar la representante de esta subregión zuliana para el Miss Venezuela; además para la participación de sus candidatas a nivel Internacional.
Cabe mencionar, que a pesar de que la Costa Oriental pertenece al Estado Zulia, la Org. Miss Venezuela permite que en algunas ediciones se exponga esta banda de manera independiente. Las candidatas seleccionadas para portar esta banda, representan a la Costa Oriental con gran pundonor, con el fin de dejar en alto el nombre de su gente bella y luchadora.

## Miss Costa Oriental en el Miss Venezuela
La siguiente lista muestra todas las candidatas que han sido coronadas como Miss Costa Oriental, y por ende, que han participado en el Miss Venezuela. La primera reina de esta región fue Marianellys Sánchez, Miss Costa Oriental 1988. Hasta el 2015, han sido coronadas 24 mises como Reinas de la entidad. Siendo la Marabina, Annie Marie Fuenmayor Fuenmayor, la actual Soberana que ostenta el título de Miss Costa Oriental.
Color Clave
- Ganador
- Finalistas
- Semi Finalistas

| Miss C.O. | Candidata                             | Edad        | Ciudad       | Colocación                     | Premios           |
| --------- | ------------------------------------- | ----------- | ------------ | ------------------------------ | ----------------- |
| 1988      | Marianellys Sánchez                   | 19          |              |                                |                   |
| 1989      | Ninoska Maksula Ríos Morán            | 22          |              |                                |                   |
| 1990      | Sharon Raquel Luengo González         | 18          | Maracaibo    | 2º Lugar (Miss Mundo)          | Miss Fotogénica   |
| 1991      | Mitze Mabel Méndez Borges             | 17          |              |                                |                   |
| 1992      | Marián Cassandra Urdaneta Villalobos  | 19          | Maracaibo    |                                |                   |
| 1993      | Lilibeth Nefer Silva Méndez           | S/D         |              |                                |                   |
| 1994      | Denyse Del Carmen Floreano Camargo    | 18          | Ciudad Ojeda | Miss Venezuela 1994            |                   |
| 1995      | Carla Andreína Steinkopf Struve       | 23          | Maracaibo    | 3º Lugar (Miss Internacional)  |                   |
| 1996      | Karelys Margarita Ollarves Villarreal | 19          | Ciudad Ojeda |                                |                   |
| 1997      | Peggy Andreína Valbuena Benítez       | 18          | Cabimas      |                                |                   |
| 1998      | María Isabel Ojeda Ocando             | 20          | Cabimas      |                                |                   |
| 1999      | María Laura Lugo Soto                 | 18          | Maracaibo    | Top 10                         |                   |
| 2000      | Vivian Inés Urdaneta Rincón           | 21          | Maracaibo    | 2º Lugar (Miss Internacional)  |                   |
| 2001      | María del Rocío Cuello Echevarne      | 20          | Maracaibo    |                                |                   |
| 2002      | Yasmely Coromoto Pérez Martínez       | 23          | Maracaibo    |                                |                   |
| 2003      | Eleidy María Aparicio Serrano         | 20          | Cabimas      | 3.º Lugar (Miss Internacional) | Miss Personalidad |
| 2004      | Desireé del Carmen Cueva González     | 17          | Cabimas      |                                |                   |
| 2005      | Berliz Susan Carrizo Escandela        | 21          | Bachaquero   | 2.º Lugar (Miss Mundo)         | Miss Sonrisa      |
| 2006      | Marygrey Quero Rojas                  | 25          | Cabimas      |                                | Miss Simpatía     |
| 2007      | Rusthmely Dayana Soto Mujica          | 21          | Cabimas      |                                |                   |
| 2008      | No Compitió                           | No Compitió | No Compitió  | No Compitió                    | No Compitió       |
| 2009      | No Compitió                           | No Compitió | No Compitió  | No Compitió                    | No Compitió       |
| 2010      | Karen Andrea Soto Lugo                | 18          | Maracaibo    | Top 10                         |                   |
| 2011      | No Compitió                           | No Compitió | No Compitió  | No Compitió                    | No Compitió       |
| 2012      | No Compitió                           | No Compitió | No Compitió  | No Compitió                    | No Compitió       |
| 2013      | Migbelis Lynette Castellanos Romero   | 18          | Cabimas      | Miss Venezuela 2013            |                   |
| 2014      | María José Marcano Ríos               | 21          | Ciudad Ojeda |                                | Miss Simpatía     |
| 2015      | Annie Marie Fuenmayor Fuenmayor       | 22          | Maracaibo    |                                |                   |